# 1723
Епоха великих географічних відкриттів •  Перша наукова революція •  Глухівський період в історії Гетьманщини

## Геополітична ситуація
Османську імперію очолює Ахмед III (до 1730). Під владою османського султана перебувають Близький Схід та Єгипет, Середземноморське узбережжя Північної Африки, частина Закавказзя, значні території в Європі: Греція, Болгарія та Сербія. Васалами османів є Волощина та Молдова.
Священна Римська імперія охоплює, крім німецьких земель, Угорщину з Хорватією, Трансильванію, Богемію, Північну Італію. Її імператор — Карл VI Габсбург (до 1740). Король Пруссії — Фрідріх-Вільгельм I (до 1740).
На передові позиції в Європі вийшла Франція, якою править Людовик XV (до 1774). Франція має колонії в Північній Америці та Індії.
Король Іспанії — Філіп V з династії Бурбонів (до 1724). Королівству Іспанія належать південь Італії, Нова Іспанія, Нова Гранада та Віцекоролівство Перу в Америці, Філіппіни. Королем Португалії є Жуан V (до 1750). Португалія має володіння в Бразилії, в Африці, в Індії, в Індійському океані й Індонезії.
Північ Нідерландів займає Республіка Об'єднаних провінцій. Вона має колонії в Північній Америці, Індонезії, на Формозі та на Цейлоні. На британському троні сидить Георг I (до 1727). Британія має колонії в Північній Америці, на Карибах та в Індії. Король Данії та Норвегії — Фредерік IV (до 1730), на шведському троні сидить Фредерік I (до 1751). На Апеннінському півострові незалежні Венеціанська республіка та Папська область. у Речі Посполитій королює Август II Сильний (до 1733). Імператором Російської імперії є Петро I (до 1725).
Україну розділено по Дніпру між Річчю Посполитою та Російською імперією. Гетьманом України козацька старшина обрала Павла Полуботка. Пристановищем козаків є Олешківська Січ. Існує Кримське ханство, якому підвладна Ногайська орда.
В Ірані Сефевіди поступилися правлінням Хотакі.
Значними державами Індостану є Імперія Великих Моголів, Імперія Маратха. В Китаї править Династія Цін. У Японії триває період Едо.

## Події

### В Україні
- Козацька старшина вручила імператору Росії Петру I Коломацькі чолобитні.
- Імператор наказав ув'язнити козацьку старшину й обраного нею гетьмана Павла Полуботка.
- Початок промислового видобутку вугілля на Донбасі (див. Історія вуглевидобутку на Донбасі, Микита Вепрейський).

### У світі
- На території сучасного Чилі спалахнуло повстання мапуче, що стало одним із епізодів Арауканської війни.
- Маратхи Баджі Рао I напали на Малву.
- Російські війська захопили Баку.
- 1 вересня Російська імперія уклала в Санкт-Петербурзі мирну угоду з Персією, яка закріпила завойовані під час Перського походу Петра I території.
- Французький король Людовик XV досяг повноліття.
- Помер регент Франції Філіпп ІІ Орлеанський.

### Наука та культура
- Антоніо Вівальді написав «Чотири пори року».
- Джакомо Маральді вперше спостерігав пляму Араго, але не зрозумів того, що бачив[1].
- Під Санкт-Петербургом відкрився палац Петергоф.

## Народились
Дивись також Категорія:Народились 1723
- 17 лютого — Тобіас Йоганн Маєр, німецький астроном і картограф
- 5 червня —  Адам Сміт, британський філософ, економіст, автор теорії трудової вартості
- 16 липня — Джошуа Рейнольдс, англійський художник
- 8 грудня — Поль Анрі Гольбах, французький філософ німецького походження, письменник, просвітитель, енциклопедист

## Померли
Дивись також Категорія:Померли 1723
- 25 лютого — Крістофер Рен, англійський архітектор, математик і астроном
- 26 серпня — Антонін ван Левенгук, голландський натураліст
- 19 жовтня — Годфрі Неллер, англійський портретист, придворний художник монархів Англії від Карла Другого до Георга I.